# Martin Sorrell

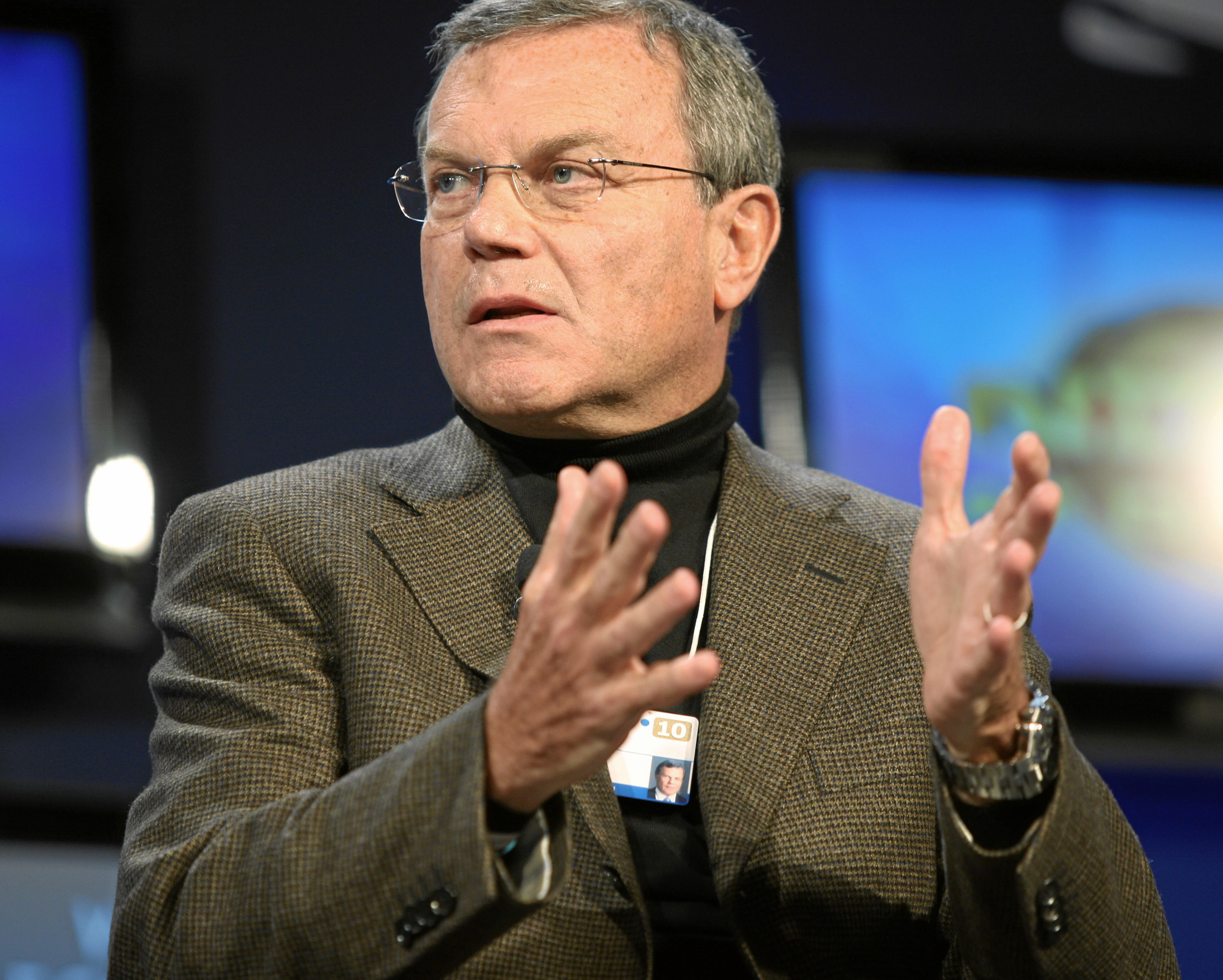
Sorrell während des WEFs 2010

Sir Martin Stuart Sorrell (* 14. Februar 1945 in London) ist ein britischer Unternehmer. Er gründete die Werbeholding WPP Group, die er von 1986 bis 2018 als CEO leitete.

## Leben
Sorrell stammt aus einer Familie jüdischer Immigranten aus der heutigen Ukraine und wuchs im Nordwesten Londons auf, wo sein Vater mehrere Elektrogeschäfte betrieb. Er besuchte die Haberdashers' Aske's Boys' School, wo er mit Simon Schama Freundschaft schloss. Er studierte am Christ’s College der University of Cambridge und an der Harvard University, wo er sein Studium mit einem Master of Business Administration abschloss.

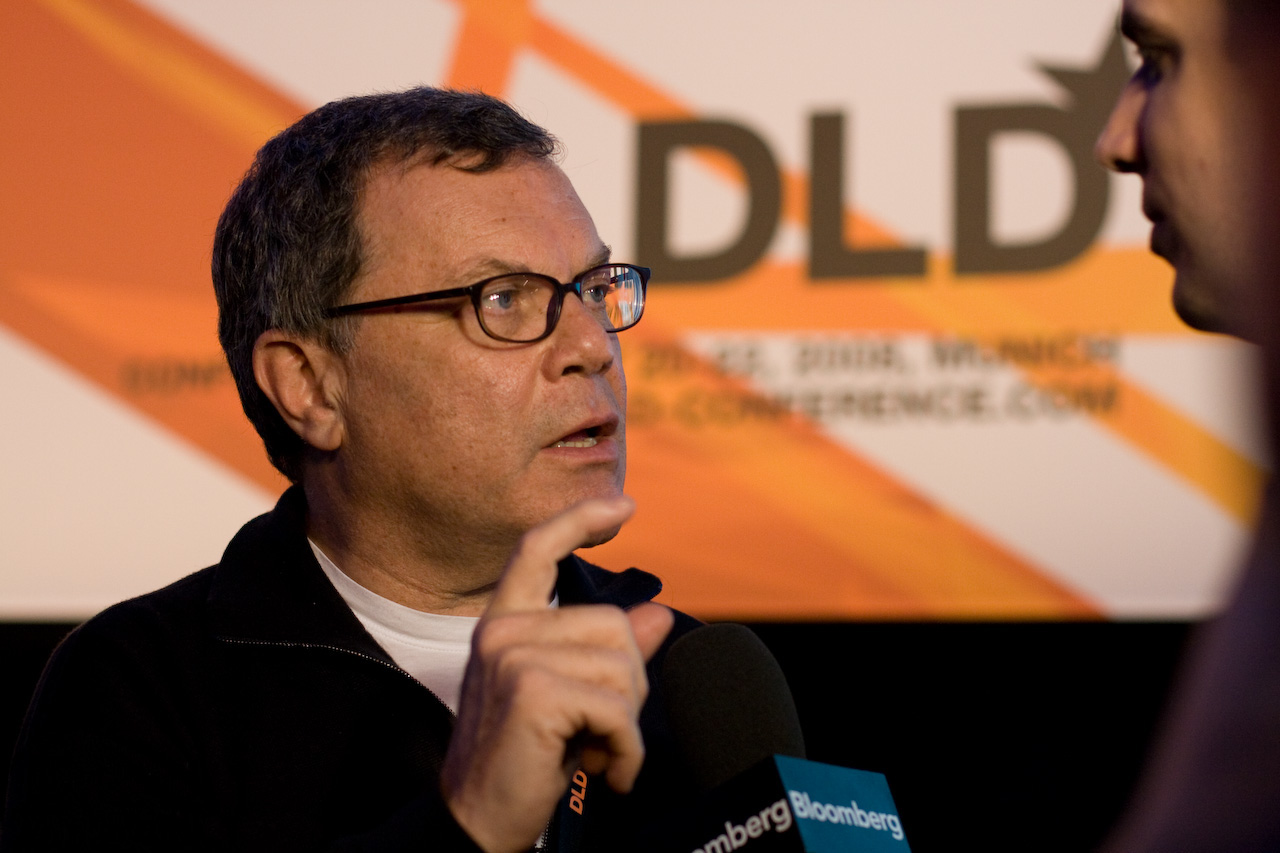
Martin Sorrell (2008)

Er arbeitete zunächst von 1968 bis 1969 bei Glendinning Associates, danach von 1970 bis 1974 bei Mark McCormack und von 1975 bis 1977 bei James Gulliver Associates. Ab 1977 war er in der Werbeagentur Saatchi & Saatchi tätig.
1985 investierte Sorrell privat in das Kleinstunternehmen Wire and Plastic Products Plc, das bis dahin Einkaufskörbe hergestellt hatte. Das Unternehmen baute er in den kommenden Jahren vor allem durch zahlreiche Mergers & Acquisitions zur WPP Group um. Ab 1986 leitete er das Unternehmen. Zu den größten Übernahmen zählten unter anderem die der J. Walter Thompson Group (JWT) für 566 Mio. US-Dollar (1987) und der Ogilvy Group für 864 Mio. US-Dollar (1989) sowie die von Young & Rubicam (2000). WPP ist eines der weltweit größten Medien- und Kommunikationsunternehmen mit rund 205.000 Mitarbeitern in über 3.000 Büros in 112 Ländern (Stand 2016).
Sorrell ist Einkommens- und Vermögensmillionär. Sein Privatvermögen wurde 2017 auf ca. 495 Mio. Pfund geschätzt; im Jahr 2020 lag die Schätzung seines Privatvermögens bei 269 Mio. Pfund. Im Vorfeld der WPP-Jahreshauptversammlung 2012 gab es eine erhebliche Debatte um Sorrells Vergütung von 13 Mio. Pfund, in dessen Verlauf der Unternehmer die Summe in einem Gastbeitrag der Financial Times verteidigte. Die Aktionäre votierten schließlich gegen den Vergütungsbericht des Unternehmens. Auch in den folgenden Jahren gab es über Sorrells Vergütungspaket Debatten. Im Jahr 2016 war dieses bereits auf 70 Mio. Pfund gestiegen.
Im April 2018 leitete WPP eine interne Untersuchung wegen möglichen „persönlichen Fehlverhaltens“ gegen Sorrell ein. Sorrell bestritt die Anschuldigungen. Nach Abschluss der Untersuchung trat Sorrell von seiner Position zurück.
Wenig später, noch im Mai 2018, gründete Sorrell den Finanzinvestor S4 Capital, mit dem er seitdem in Medien- und Marketingfirmen investiert. Nach einer Gewinnwarnung im Juli 2022 halbierte sich der Aktienwert des Unternehmens. Im April 2023 gab der Konzern in seinem Annual Report bekannt, an einer Nachfolgeregelung für Sorrell zu arbeiten, dessen Erkrankung kurz zuvor öffentlich geworden war.

## Privatleben
Der Unternehmer war 33 Jahre mit Sandra Sorrell verheiratet. Aus der 2005 geschiedenen Ehe gingen drei Söhne hervor. Über die Scheidung wurde nicht zuletzt aufgrund der exorbitanten Abfindungssumme in der internationalen und britischen Boulevardpresse berichtet. Seit 2008 war Sorrell in zweiter Ehe mit der Italienerin Cristiana Falcone-Sorrell, Media & Entertainment Industries Director des Weltwirtschaftsforums, verheiratet. 2016 ging aus der Ehe eine Tochter hervor. Im Februar 2020 gab das Paar seine Trennung bekannt.

## Auszeichnungen
Am 31. Dezember 1999 wurde Sorrell im Rahmen der 2000 New Year Honours für seine Verdienste um die Medien- und Kommunikationsbranche zum Knight Bachelor geschlagen.